# Bukōchōshō
Le Bukōkishō (武功徽章, « Insigne du mérite militaire »), couramment appelé Bukōshō, était un ordre militaire de l'empire du Japon établi le 7 décembre 1944 à la fin de la Seconde Guerre mondiale par édit impérial. Il était décerné par l'armée impériale japonaise aux soldats vivants pour valeur exceptionnelle au combat. Les aviateurs, et en particulier les pilotes de chasse défendant le Japon contre les bombardiers ennemis, étaient les plus susceptibles d'en être décorés. 89 Bukōshō ont été décernés au cours des huit mois de son existence.

## Histoire
L'ordre du Milan d'or sert pendant des décennies de distinction militaire suprême des forces armées japonaises et est le seul ordre japonais à être attribué uniquement à des militaires (l'ordre du Soleil levant et l'ordre du Trésor sacré peuvent également être remis à des civils). Le processus par lequel l'ordre du Milan d'or est décerné est cependant très lent : il est n'est dans les faits décerné qu'à des militaires morts au combat, tandis que les autres ne seront officiellement décorés qu'« après » la fin d'une guerre, pour services tout au long du conflit. À la suite de la tournure dramatique que prend la guerre pour le Japon, il apparaît nécessaire de hausser le moral des unités combattantes de l'armée en récompensant les actes de valeur de manière plus rapide. Finalement, l'armée suggère le Bukōchōshō comme décoration alternative à des récipiendaires vivants ayant montrer de la valeur exceptionnelle au combat, pour être décerné beaucoup plus rapidement par les commandants de division sur le terrain. L'empereur Hirohito établi officiellement la médaille le 7 décembre 1944 lors du 3e anniversaire de les attaques sur Pearl Harbor et de Hong Kong qui marquaient le début de la guerre du Pacifique.

## Symbole
Le Bukōshō (comme il était appelé populairement) est divisé en deux classes, A et B, ou Première et Deuxième. Ressemblant vaguement à la Croix de fer allemande de 1re classe, le Bukōshō est un badge moulé en fer ou en acier, comportant deux boucliers (dorés pour la classe A, et en bronze pour la classe B) formant une croix, avec une bannière dorée au centre portant les deux caractères kanji Bukō (« mérite militaire »). Le revers (encore en doré pour la classe A, et en bronze pour la classe B) porte les six caractères kanji dans deux colonnes « Rikugun/Bukōchōshō » (Armée/Badge pour mérite militaire). Les deux classes ont la même taille : 50 mm de haut et 40 mm de large.
Le Bukōshō est autorisé à être décerné rétroactivement aux soldats s'étant distingués dès 1941 et même peut-être 1940. Dans la pratique, la médaille est remise de manière disproportionnée aux pilotes de chasse combattant les Boeing B-29 Superfortress américains qui bombardent le Japon,. Les trois premiers récipiendaires sont Toru Shinomiya, Masao Itagaki et Matsumi Nakano, des pilotes de Kawasaki Ki-61 Hien. Le 3 décembre 1944, ceux-ci réussissent une attaque d'abordage volontaire très risquée. Une autre fois, Masao Itagaki, réussit à endommager avec succès des B-29 à deux occasions et à se voir remettre deux Bukōshō. De façon exceptionnelle, l'armée remet également le  Bukōshō  à au moins un aviateur de la marine impériale japonaise pour ses actions valeureuses à la bataille de la mer des Philippines en juin 1944.

## Quelques récipiendaires

### Première classe (classe A)
- Tadao Sumi, pilote de chasse[5]

### Deuxième classe (classe B)
- Isamu Kashiide (en), pilote de chasse[5]
- Isamu Sasaki, pilote de chasse[5]

### Classe inconnue
- Toru Shinomiya, pilote de chasse
- Masao Itagaki, pilote de chasse[5]
- Matsumi Nakano, pilote de chasse[5]
- Kuniyoshi Tanaka, pilote de chasse[5]
- Satohide Kohatsu, pilote de chasse[5]
- Yoshio Yoshida, pilote de chasse[5]
- Tohru Shinomiya, pilote de chasse[5]
- Sadamitsu Kimura, pilote de chasse[5]
- Shigeyasu Miyamoto, pilote de chasse[5]
- Kenji Fujimoto, pilote de chasse[5]
- Teruhiko Kobayashi, pilote de chasse
- Chuichi Ichikawa, pilote de chasse
- Takashi Nakai, pilote de chasse
- Tomojiro Ogawa, pilote de chasse
- Makoto Ogawa, pilote de chasse[6]
- Yasushi Miyamotobayashi, pilote de chasse
- Isamu Hoya, pilote de chasse
- Yojiro Ohbusa, pilote de chasse
- Totaro Ito, pilote de chasse[5]
- Koki Kawamoto, pilote de chasse
- Mitsuo Oyake, pilote de chasse
- Naoyuki Ogata, pilote de chasse
- Sergent-major Kobayashi, bataille de Mindanao[7]
- Premier lieutenant Oki, bataille de Mindanao
- Commandant Terao Kisaemon, bataille de Mindanao